# Virtual Distributed Ethernet
Virtual Distributed Ethernet (VDE) – darmowy pakiet programów do tworzenia wirtualnych sieci LAN, poprzez łączenie ze sobą zarówno zdalnych jak i wirtualnych komputerów w jedną sieć.
W skład sieci VDE wchodzą:
- vde_switch -s /tmp/sw1- działa jak fizyczny switch
- wtyczki podłączające interfejsy do switcha: W zależności od typu interfejsu używamy:
  - vde_pcapplug -s /tmp/sw1 eth0 – podłącza eth0/br0 do switcha sw1
  - vde_plug2tap -s /tmp/sw1 tap0 – podłącza tap0 do switcha sw1
  - dpipe, vde_plug – łączą ze sobą dwa switche
dpipe vde_plug /tmp/sw1 = vde_plug /tmp/sw2

Działa w przestrzeni użytkownika, a nie jądra Linuksa. Omija zatem łańcuchy iptables.
VDE jest zgodny ze standardem Ethernet i jest częścią projektu VirtualSquare. Wykorzystywany jest m.in. w symulatorze sieci Marionnet.
Dostępny jest na licencji GNU GPL.